# Stefano Siglienti
Stefano Siglienti (Sassari, 17 gennaio 1898 – Roma, 5 aprile 1971) è stato un banchiere e politico italiano.

## Biografia
Ufficiale nella prima guerra mondiale, fu funzionario del Credito fondiario sardo, antifascista e tra i fondatori del Partito Sardo d'Azione. Arrestato dai nazifascisti, scampò alla fucilazione. Dopo la presa alleata della città di Roma, fu Ministro delle finanze nel secondo governo Bonomi e membro della Consulta Nazionale. Fu in seguito prima commissario poi presidente dell'Istituto Mobiliare Italiano e presidente dell'Associazione bancaria italiana. Membro del Partito d'Azione, insieme agli azionisti confluì poi nel Partito Socialista Italiano.
Il figlio Sergio, banchiere, è stato, tra gli altri incarichi, amministratore delegato e presidente della Banca Commerciale Italiana.

## Opere principali
- Scritti scelti, a cura di Anna Caroleo, Roma, Bancaria, 1992